# ليونيل مارشال بورخيس جونيور
 ليونيل مارشال بورخيس جونيور  (من مواليد 25 سبتمبر 1979) هو لاعب كرة طائرة كوبي محترف. ساعد الفريق الوطني الكوبي للكرة الطائرة للرجال في الفوز بالميدالية الذهبية في دورة الألعاب الأمريكية عام 1999 في وينيبيغ. وكان أصغر عضو في المنتخب الكوبي في أولمبياد 2000 في سيدني، حيث احتل المركز السابع.

## الحياة الشخصية
مارشال هو نجل لاعب الكرة الطائرة الكوبي المتقاعد ليونيل مارشال الأب، الذي شارك في كل من الألعاب الأولمبية الصيفية لعام 1976 والألعاب الأولمبية الصيفية لعام 1980. 

## الإنجازات

### مرتبة الشرف
- الفائز ببطولة إيطاليا مع بالافولو بياتشينزا: 2009
- وصيف بطولة إيطاليا مع بالافولو بياتشينزا: 2004، 2007
- الفائز ببطولة تركيا مع فنربخشة: 2010، 2011
- الفائز بكأس الكرة الطائرة التركية مع فنربخشة: 2011
- الفائز بكأس السوبر التركي للكرة الطائرة مع فنربخشة: 2011

### الإنجازات الفردية
- الدوري العالمي 2001: "أفضل خدمة"
- الرياضة الكوبية 2002: "جائزة اللاعب الموهوب"
- الدوري التركي 2010–11: "أفضل لاعب"
- الدوري التركي 2010–11: "أفضل مستقبل"
- الدوري التركي 2013–14: "أفضل مستقبل"
- الدوري التركي 2014–15: "أفضل مستقبل"